# Rubus montensis
Rubus montensis är en rosväxtart som beskrevs av Liberty Hyde Bailey. Rubus montensis ingår i släktet rubusar, och familjen rosväxter. Utöver nominatformen finns också underarten R. m. superior.